# 郑州市华夏文化艺术博物馆
郑州市华夏文化艺术博物馆，是经河南省文物局、民政厅批准成立的一家综合性股份制民办博物馆。位于郑州市嵩山南路168号。展厅、仓储面积680平方米，藏品1,200余件套。史前陶器、北魏墓志、汉唐名砚及铭文青铜器为其四大特色收藏。